# Pattali Makkal Katchi

Parteiflagge der PMK

Kombiniert

Parteisymbol der PMK

Die Pattali Makkal Katchi (PMK) (Tamil: பாட்டாளி மக்கள் கட்சி [ˈpɑːʈːɑːɭi ˈmakːəɭ ˈkaʈʂi] „Arbeitervolkspartei“) ist eine Regionalpartei im indischen Bundesstaat Tamil Nadu. Sie wurde 1989 von S. Ramadoss gegründet. Parteipräsident ist Anbumani Ramadoss.

## Ausrichtung
Die PMK ist eine kastenbasierte Partei: Sie hat ihre Anhängerschaft unter den Vanniyar, einer im Norden Tamil Nadus stark vertretenen Gemeinschaft, die in der traditionellen Kastenhierarchie zu den niederen Kasten gezählt wird und nur wenig über den Dalits (Kastenlosen) steht. Der PMK ist es gelungen, das von Kastenloyalität geprägte Wahlverhalten zu nutzen und die Vanniyar-Stimmen recht erfolgreich zu bündeln. Die Partei hat sich den Interessen der Vanniyar verschrieben und setzt sich für Quotenregelungen zu deren Gunsten ein. Im Jahr 2002 forderte die PMK sogar, den Bundesstaat Tamil Nadu aufzuteilen und aus dem Vanniyar-dominierten Nordteil einen eigenen Bundesstaat zu bilden. Die Politik der PMK richtet sich dabei immer wieder gegen Dalits. So haben sich PMK-Politiker wiederholt gegen kastenübergreifende Ehen zwischen Vanniyar und Dalits ausgesprochen. Im April/Mai 2013 kam es im Umfeld einer PMK-Parteiversammlung in Mamallapuram zu schweren Ausschreitungen zwischen PMK-Aktivisten und Dalits.
Das Parteisymbol der PMK ist eine Mango, die Parteifarben sind Blau-Gelb-Rot.

## Wahlergebnisse

### Tamil Nadu
Bei ihren ersten Teilnahmen an Wahlen nach der Parteigründung schloss sich die PMK keinem der Wahlbündnisse an, bei denen sich die Parteien wegen des vorherrschenden Mehrheitswahlrechts die Wahlkreise untereinander aufteilen. Bei der Parlamentswahl in Tamil Nadu 1991 konnte sie daher trotz eines Stimmenanteils von 5,9 % nur einen von 234 Sitzen gewinnen. 1996 trat die PMK erneut unabhängig an und gewann diesmal vier Wahlkreise. Bei den Wahlen 2001 verbündete sich die PMK mit der AIADMK an und konnte dank des Wahlsiegs des AIADMK-Wahlbündnisses ihr Ergebnis deutlich verbessern: Die Partei war in 20 von 27 Wahlkreisen, in denen sie antrat, erfolgreich. 2006 wechselte die PMK in die DMK-geführte Allianz und fand sich erneut auf der Seite der Wahlsieger wieder. Diesmal gewann sie 18 von 31 bestrittenen Wahlkreisen. Bei der nächsten Bundesstaatswahl 2011 erlitt das DMK-Bündnis aber eine empfindliche Wahlniederlage, sodass auch die PMK nur mit drei Abgeordneten ins Parlament einziehen konnte.

### Puducherry
Außer in Tamil Nadu tritt die PMK im Unionsterritorium Puducherry bei Wahlen an. Hier konnte sie erstmals 1996 einen von 30 Wahlkreisen gewinnen. 2001 verfehlte sie den Einzug ins Parlament, 2006 war sie aber wieder mit zwei gewonnenen Wahlkreisen erfolgreich. Seit der Wahl 2011 ist die PMK in Puducherry nicht mehr im Parlament vertreten. Im September 2019 erhob die Partei die Forderung, dass Puducherry auf Kosten Tamil Nadus vergrößert und zu einem eigenen Bundesstaat erhoben werden wollte. Die außenliegenden Territorien Yanam und Mahé sollten an Andhra Pradesh bzw. Kerala angegliedert werden.

### Lok Sabha
Die PMK trat seit 1989 bei allen gesamtindischen Parlamentswahlen in Tamil Nadu und Puducherry an. 1989, 1991 und 1996 verfehlte sie den Einzug in die Lok Sabha. Im Vorfeld der Wahl 1998 schloss sie sich der National Democratic Alliance unter Führung der hindunationalistischen BJP-Partei an. Die PMK trat in vier von 39 Wahlkreisen Tamil Nadus an und war in allen vier erfolgreich. Bei den Neuwahlen ein Jahr später wiederholte sie ihren Erfolg und zog mit fünf Abgeordneten in die Lok Sabha ein. 2004 wechselte die PMK in die United Progressive Alliance unter Führung des Indischen Nationalkongresses und gewann erneut fünf Wahlkreise. Nach den Wahlen beteiligte sich die PMK an der Kongress-geführten Koalitionsregierung Manmohan Singhs. Der PMK-Politiker Anbumani Ramadoss, Sohn des Parteigründers S. Ramadoss, erhielt den Posten des Gesundheitsministers. Vor der Parlamentswahl 2009 wechselte die PMK in die linksgerichtete Third Front, verfehlte aber diesmal den Einzug ins Parlament.